# El Paraíso (Chiapas)
El Paraíso es una localidad del estado mexicano de Chiapas. Es parte del municipio de Sabanilla.

## Toponimia
El nombre «» hace referencia al santo patrono de la localidad: 
El nombre «» proviene de los términos en náhuatl
Su significado es «».

## Demografía
| Gráfica de evolución demográfica |
|                                  |

| Censo | Población |
| ----- | --------- |
| 1940  | 183       |
| 1950  | 230       |
| 1960  | 307       |
| 1970  | 416       |
| 1980  | 579       |
| 1990  | 957       |
| 2000  | 963       |
| 2010  | 1 081     |
| 2020  | 1 291     |